# Howie Mandel
Howard Michael „Howie” Mandel (ur. 29 listopada 1955) – kanadyjski aktor, scenarzysta, producent. Od 2010 zasiada w jury programu America’s Got Talent, prowadzi także teleturniej Deal or No Deal na antenie amerykańskiej telewizji NBC.
Jest kanadyjskim Żydem. Jego przodkowie pochodzili z Polski i Rumunii.
4 września 2008 otrzymał własną gwiazdę w Alei Gwiazd w Los Angeles znajdującą się przy 6366 Hollywood Boulevard.

## Wybrana filmografia
- 1990: Gremliny 2 jako Gizmo (głos)
- 1990–1998: Świat Bobbiego
- 1993: Przygody Kota Davida jako Mealy (głos)
- 1997: Sunset Beach (gościnnie)
- 1998: Pomoc domowa (gościnnie, odc. 8, s. 6)
- 2002: Jaś i Małgosia jako Sandman
- 2002: Detektyw Monk (epizod)
- 2004: Pinokio, przygoda w przyszłości jako Stefan
- 2023: Rodzinne zamiany jako Barry